# ماتئی سوکور
ماتئی امانوئیلی سوکور (ارمنی: Մաթեյ Էմանոիլի Սոկոր؛ رومانیایی: Matei Socor; ۱۵ سپتامبر ۱۹۰۸ – ۳۰ مهٔ ۱۹۸۰) آهنگساز، رهبر ارکستر و کنشگر کمونیست ارمنی‌تبار اهل رومانی بود.

## زندگی‌نامه
ماتئی سوکور در ۱۵ سپتامبر ۱۹۰۸ در یاش به دنیا آمد، او فرزند امانوئیل سوکور (رومانیایی: Emanoil Socor) بود. ماتئی در بین سال‌های ۱۹۲۷–۱۹۲۹ در کنسرواتوار بخارست و در بین سال‌های ۱۹۳۰–۱۹۳۳ در دانشگاه موسیقی و نمایش لایپزیگ تحصیل نمود.  همسر وی Florica Ionescu بود. ماتئی عضو فرهنگستان رومانی بود. سوکور بین سال‌های ۱۹۴۵ تا ۱۹۵۲ ریاست شرکت پخش رادیویی رومانی را برعهده داشت. او در ۳۰ مه ۱۹۸۰ در سن ۷۱ سالگی در بخارست درگذشت.